# Stephen Mowlam
Stephen Mowlam (Vitória, 22 de dezembro de 1976) é um jogador de hóquei sobre a grama australiano que já atuou pela seleção de seu país.

## Olimpíadas de 2004
Stephen conquistou uma medalha de ouro nos Jogos Olímpicos de Atenas de 2004. A seleção australiana chegou às semifinais após terminar a fase de grupos do torneio em segundo lugar, atrás dos Países Baixos. Em 25 de agosto, a Austrália derrotou a Espanha por 6 a 3, conseguindo vaga na grande final, que foi disputada dois dias depois contra os neerlandeses. Stephen ajudou sua equipe na decisiva vitória de 2 a 1, conquistando assim o ouro olímpico.